# 约瑟夫·普里斯特利
约瑟夫·普里斯特利（Joseph Priestley，1733年3月13日—1804年2月6日），英国自然哲学家、化学家、牧师、语法学家、教育家与古典自由主义政治理论家。出版过150部以上的著作，并在多个领域做出贡献。
普里斯特利是第一个发现并分离出氧气的人，并因此闻名于世。但由于他坚持燃素说，使其未成为化学革命的先驱者，曾是碳酸水的发明家。現今普利斯特里獎即是以其命名。

## 生平
普里斯特利生于英国利兹，由于试图融合启蒙理性主义与基督教的一神论，引起人们的争议。1774年，他写了一部名为《几种气体的实验和观察》(Experiments and Observations on Different Kinds of Air)的三卷本的书，于1777年出版。在这部书裡他首次详细叙述了氧气的各种性质，但他是从燃素說的角度出发对氧气进行研究的，称它为“脱燃素气体”（dephlogisticated air）。1770年4月15日，約瑟夫描述了一種可以拭去鉛筆墨跡的植物膠，說：「我見到一種非常合適於擦去鉛筆筆跡的物質。」（I have seen a substance excellently adapted to the purpose of wiping from paper the mark of black lead pencil.）他稱此種物質為橡膠（rubber）。就是人們一直使用的橡皮擦。
他直言不讳地支持法国大革命引起了公众和政府的怀疑，一群暴徒烧毁了他的家庭和教会，1791年被迫逃到伦敦，1794年移居美国宾夕法尼亚州，但是没有加入美国国籍。之后便居住在宾夕法尼亚州的诺森伯兰县。